# Pinocchio le clown
Singles de Pinocchio
DJ Pinocchio
(2006) L'Oiseau électrique
(2007)
Clip vidéo
[vidéo] « Pinocchio le clown », sur YouTube
Pinocchio le clown est une chanson du chanteur virtuel français Pinocchio extraite de son deuxième album, Magic Pinocchio, paru le 9 mars 2007.
Sortie en single le 2 mars 2007, une semaine avant l'album,, cette chanson débute en France à la 20e place, ce qui reste sa meilleure position.

## Liste des titres
| 1. | Pinocchio le clown                            | 2:36 |
| 2. | Pinocchio le clown (Version instrumentale)    | 2:36 |
| 3. | Pinocchio le clown (Clip compatible Mac & Pc) | 2:36 |

## Classements
| Classement (2007)               | Meilleure position |
| ------------------------------- | ------------------ |
| Belgique (Wallonie Ultratip 50) | 7                  |
| France (SNEP)                   | 20                 |

### Version allemande (Lasst uns lachen)
| Classement (2007)             | Meilleure position |
| ----------------------------- | ------------------ |
| Autriche (Ö3 Austria Top 40)  | 53                 |
| Allemagne (GfK Entertainment) | 60                 |
| Suisse (Schweizer Hitparade)  | —                  |